# Деркилид
Деркилид (др.-греч. Δερκυλίδας; V—IV века до н. э.) — спартанский полководец.
В 411 году до н. э. завоевал Абидос и Лампсак.
Воспользовавшись раздорами между сатрапами Тиссаферном и Фарнабазом, вторгся в Эолиду и за несколько дней взял ряд городов. Заключив перемирие с Фарнабазом, принял меры для защиты греческих жителей Херсонеса от фракийцев, возвёл поперек полуострова стену, взял Атарней, но был вызван в Карию, чтобы угрожать владениям Тиссаферна. Когда после победы Конона в 394 году до н. э. при Книде морское могущество Спарты было уничтожено, Деркилид удержал за ней Абидос и Сест.
Позже попал в немилость к эфорам и в 390 году до н. э. был отозван из Азии.